# Béla Rerrich
Béla Rerrich (Budapest, 26 novembre 1917 – Saltsjöbaden, 24 giugno 2005) è stato uno schermidore ungherese, vincitore di una medaglia d'argento nella scherma ai giochi olimpici.